# 1009
1009 (MIX) var ett normalår som började en lördag i den julianska kalendern.

## Händelser

### Februari
- 14 februari – Det första kända omnämnandet av Litauen sker, i Quedlinburgklostrets annaler.

### Juli
- 31 juli – Sedan Johannes XVIII har avlidit två veckor tidigare väljs Pietro Boccapecora till påve och tar namnet Sergius IV.

### Augusti
- 29 augusti – Mainzkatedralen skadas svårt av en brand på invigningsdagen.[1]

### Okänt datum
- Mohammed II efterträds av Suleiman som kalif av Córdoba.
- Ly-dynastin, Vietnams första självständiga dynasti, utropas.
- Thietmar av Merseburg blir biskop i Merseburg.

## Födda
- Toirdelbach Ua Briain, storkonung av Irland 1072–1086.
- Go-Suzaku, japansk kejsare.
- Adele av Frankrike, franskt helgon.

## Avlidna
- 9 mars – Bruno av Querfurt, missionär.[2]
- 18 juli – Johannes XVIII, född Giovanni Fasano, påve sedan 1003.
- Kejsarinnan Xiao Yanyan, khitanernas regent 982-89.

### Fotnoter
1. ↑  Sutton, Ian (1999). Architecture, from Ancient Greece to the Present. London: Thames & Hudson. ISBN 978-0-500-20316-3
2. ↑  ”Chronology of World History”. Arkiverad från originalet den 12 oktober 2011. https://www.webcitation.org/62NLU2AIL?url=http://www.islandnet.com/~KPOLSSON/worldhis/wor1000.htm. Läst 18 juli 2011.